# Лабіринтуломікотові
Лабіринтуломіко́тові (Labyrinthulomycota) — відділ псевдогрибів. Осмотрофні страменопіли, у яких голі клітини вкриті мікроскопічними лусочками. Вегетативне тіло представлено поодинокими або з'єднаними у сітчасті псевдоплазмодії клітинами з ектоплазматичним ретикулюмом, який утворюють спеціальні органели — ботросоми. Монадні стадії дводжгутикові. Відділ включає близько 50-и видів псевдогрибів, поширених переважно у морських біотопах.
До відділу відносяться три групи, яким можна надати ранг класу, кожний з яких складається з одного порядку й однієї родини. Були пропозиції виділити цей відділ у самостійне царство Mycomyxina.

## Загальний опис
Вегетативне тіло представлене своєрідними слизовими трубками, у яких знаходяться окремі клітини, які не мають жорсткої стінки і можуть переміщуватися. Можут бути також таломи (от грец. thallds — молода гілка, росток), які є зовнішньо однаковими з таломами хітридіоміцетів, які мають ризоміцелій, однак їхня природа є іншою.
Ботросом, або сагеносоми утворюють понад клітинної стінки тонку ектоплазматичну сітку з прозорих еластичних трубок, які можуть галузитися й анастомозувати. Окремі клітини знаходяться у цих гіалінових трубках. Ці трубки представляють собою ендоплазматичний ретикулум розміром до декількох сантиметрів, яка утворюється бортосомами (їх у кожній клітині міститься від 10 до 20). Трубки заповнені слизом, який складається з полісахаридів, і клітини можуть кативно ковзати вперед та назад всередині них (таку структуру називають "сітковий плазмодій"). Клітини мають веретоновидну або овальну форму, позбавлені джґутиків, безбарвні або жовтуваті. Клітини у сітковому плазмодії можуть ділитися. Можуть утворюватися спори. Клітини при цьому інцістируються поодиноко, або збираються у групи, оточуються тонкими стінками й додатково спільною стінкою, так що виходить сорус. За сприятливих умов окремі цисти або кожна клітина соруса проростає амебоїдними клітинами або зооспорами. У обох випадках вони дають початок новим сітковим плазмодіям. 
Ендоплазматичний ретикулум виконує ряд функцій. Окрім того що він забезпечує рух клітин, спрямовує у сторону джерела живлення; забезпечує перемішування речовин між клітинами й оточуючим середовищем, а також сумісне існування клітин; захищає клітини від впливу несприятливих чинників середовища (наприклад, висихання) й дозволяє колоніям виповзати з води на сушу. 
Декотрі лабіринтуломікотові синтезують омега-3 поліненасичені жирні кислоти. Лабіринтуломікотові не здатні до синезу лізину, основним запасним продуктом є глікоген. Харчування їх подібне до харчування грибів (осмотрофне, за допомогою позаклітинних ферментів).
Розмноження здійснюється зооспорами, які мають два джгутики: спрямований вперед пір'ястий й спрямований назад гладкий (як у ооміцетів); також здійснюється нерухомими спорами й мітозом.
Більшість лабіринтуломіцетових — сапротрофи-редуценти, які розкладають детрит морських й узбережних екосистем. Клітинна стінка містить, окрім білків, прості цукри. В більшості випадків це галактоза, у екотрих видів переважає фруктоза, рамноза або ксилоза. Лабіринтуломіцетові часто йдуть у харч амебам й іншим дрібних безхребетовим. Риби, які не здатні синтезувати омега-3 жирні кислоти, отрмують їх, поїдаючи водорості, на яких живуть лабіринтуломіцетові. Також ці організми можуть бути в ролі первинних колонізаторів неорганічних субстратів, у тому числа неорганічного сміття (пластмаса, скло, алюміній тощо). Багато представників є коменсалами, паразитами або ендобіонтами рослин (морські трави, злаки) й тварин (молюски, ракоподібні, корали, риби).

## Значення для людини
Мають промислове значення як природні джерела омега-3 жирних кислот й паразити вирощуваних у марикультурі молюсків.

## Таксономія[4]
- Labyrinthulomycetes   
  - Amphifilida  
    - Amphifilaceae  
      - Amphifilidae sp. E-1  
      - Amphifilidae sp. H-1  

    - Sorodiplophrys  
      - Sorodiplophrys stercorea  

  - Amphitremida  
    - Amphitraemidae  
      - Amphitrema  
      - Archerella  

    - Diplophrys  
      - Diplophrys marina  
      - Diplophrys mutabilis  
      - unclassified Diplophrys  

  - Labyrinthulida  
    - Labyrinthulaceae  
      - Labyrinthula  

    - Stellarchytrium  
      - Stellarchytrium dubum  

  - Oblongichytrida  
    - Oblongichytrium  
      - Oblongichytrium porteri  
      - unclassified Oblongichytrium  

  - Thraustochytrida  
    - Thraustochytriaceae  
      - Aplanochytrium  
      - Aurantiochytrium  
      - Botryochytrium  
      - Hondaea  
      - Japonochytrium  
      - Labyrinthulochytrium  
      - Labyrinthuloides  
      - Monorhizochytrium  
      - Parietichytrium  
      - Schizochytrium  
      - Sicyoidochytrium  
      - Thraustochytrium  
      - Ulkenia  
      - unclassified Thraustochytriidae  
      - environmental samples  

  - unclassified Labyrinthulomycetes  
    - labyrinthulid quahog parasite QPX  
    - Labyrinthulida sp. B4  
    - Labyrinthulida sp. ex Crassostrea ariakensis  
    - Labyrinthulida sp. ex Crassostrea virginica  
    - Labyrinthulida sp. ex Mercenaria mercenaria  
    - Labyrinthulida sp. ex Mya arenaria  
    - Labyrinthulomycetes sp.  

  - environmental samples  
    - uncultured labyrinthulid  
    - uncultured labyrinthulid quahog parasite  
    - uncultured Labyrinthulomycetes